# Pandalidae
A família Pandalidae é um táxon do camarão carídeo . Essas espécies são comumente chamadas de camarões pandálideos . São comestíveis e têm alto valor econômico. Caracterizam-se pelo carpo subdividido do segundo pereiópode e, principalmente, pela ausência de quelas (garras) no primeiro pereiópodo, pois o dedo móvel (ou dátilo) está extremamente reduzido. Esta é uma família de águas frias, e sua representação em áreas tropicais é feita por camarões de profundidade. O gênero Physetocaris, às vezes colocado nesta família, é considerado agora em sua própria família, Physetocarididae.

## Gêneros
Os seguintes gêneros estão atualmente classificados na família Pandalidae:
- Anachlorocurtis Hayashi, 1975
- Atlantopandalus Komai, 1999
- Austropandalus Holthuis, 1952
- Bitias Fransen, 1990
- Calipandalus Komai & Chan, 2003
- Chelonika Fransen, 1997
- Chlorocurtis Kemp, 1925
- Chlorotocella Balss, 1914
- Chlorotocus A. Milne-Edwards, 1882
- Dichelopandalus Caullery, 1896
- Dorodotes Bate, 1888
- Heterocarpus A. Milne-Edwards, 1881b
- Miropandalus Bruce, 1983
- Notopandalus Yaldwyn, 1960
- Pandalina Calman, 1899
- Pandalopsis Bate, 1888
- Pandalus Leach, 1814
- Pantomus A. Milne-Edwards, 1883
- Peripandalus De Man, 1917
- Plesionika Bate, 1888
- Procletes Bate, 1888
- Pseudopandalus Crosnier, 1997
- Stylopandalus Coutière, 1905